# 문예길음식문화1번가

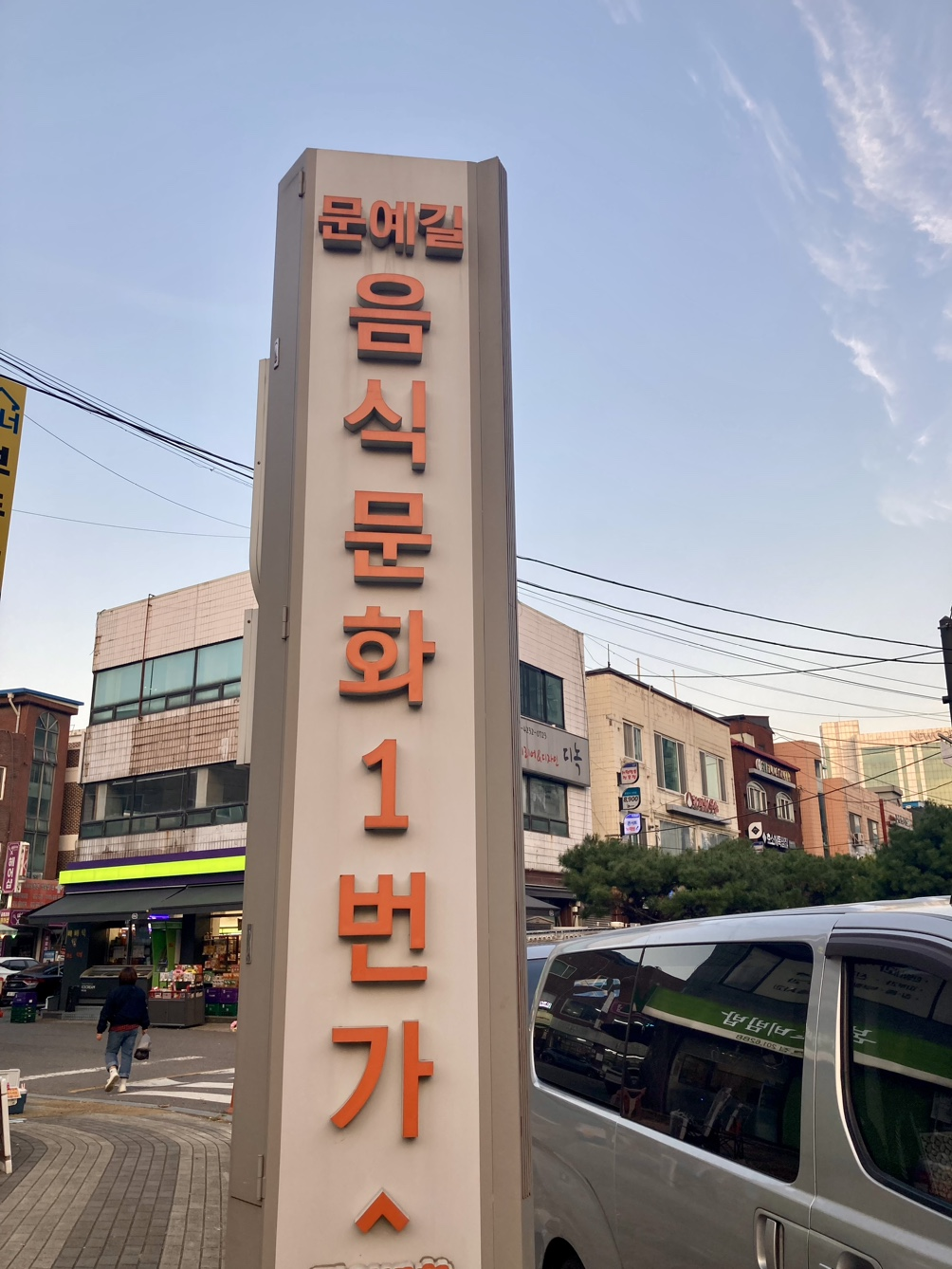
문예길음식문화1번가

문예길음식문화1번가는 인천광역시 남동구 구월동 및 미추홀구 관교동 지역특화거리이자 상권지다. 롯데백화점, 뉴코아아울렛, CGV, 문화예술회관이 인접해 있는 음식, 번화가 상권가다.

## 설명
인천광역시 남동구 문화로를 기준으로 남동구청이 먹거리 음식점 활성화를 중점적으로 관리하는 곳이기도 하다. 실질적으로 미추홀구 주안동과 관교동, 남동구 구월동이 가깝다.
코로나로 인해 영세사업자들이 힘든 시기가 있었지만 롯데백화점을 기준으로 중심부는 구월동 로데오거리 동북부는 궐리단길, 서측은 문예길음식문화1번가가 자리 잡고 있다. 점포수는 72여개가 자리잡고 있다. 1번가의 유래는 경기도 안양시의 안양1번가가 성공적인 모델이긴 하지만, 경기도 부천시와 안양시 모두 역사의 유동인구를 바탕으로 지하상가를 운영하는 반면 문예길의 경우 리모델링 구옥 상권지 형태로 구축되는 과정이 있다. 이는 같은 대단위 상권 구간인 궐리단길의 상권지 자연형성과 비슷한 형태를 취한다.

## 사진

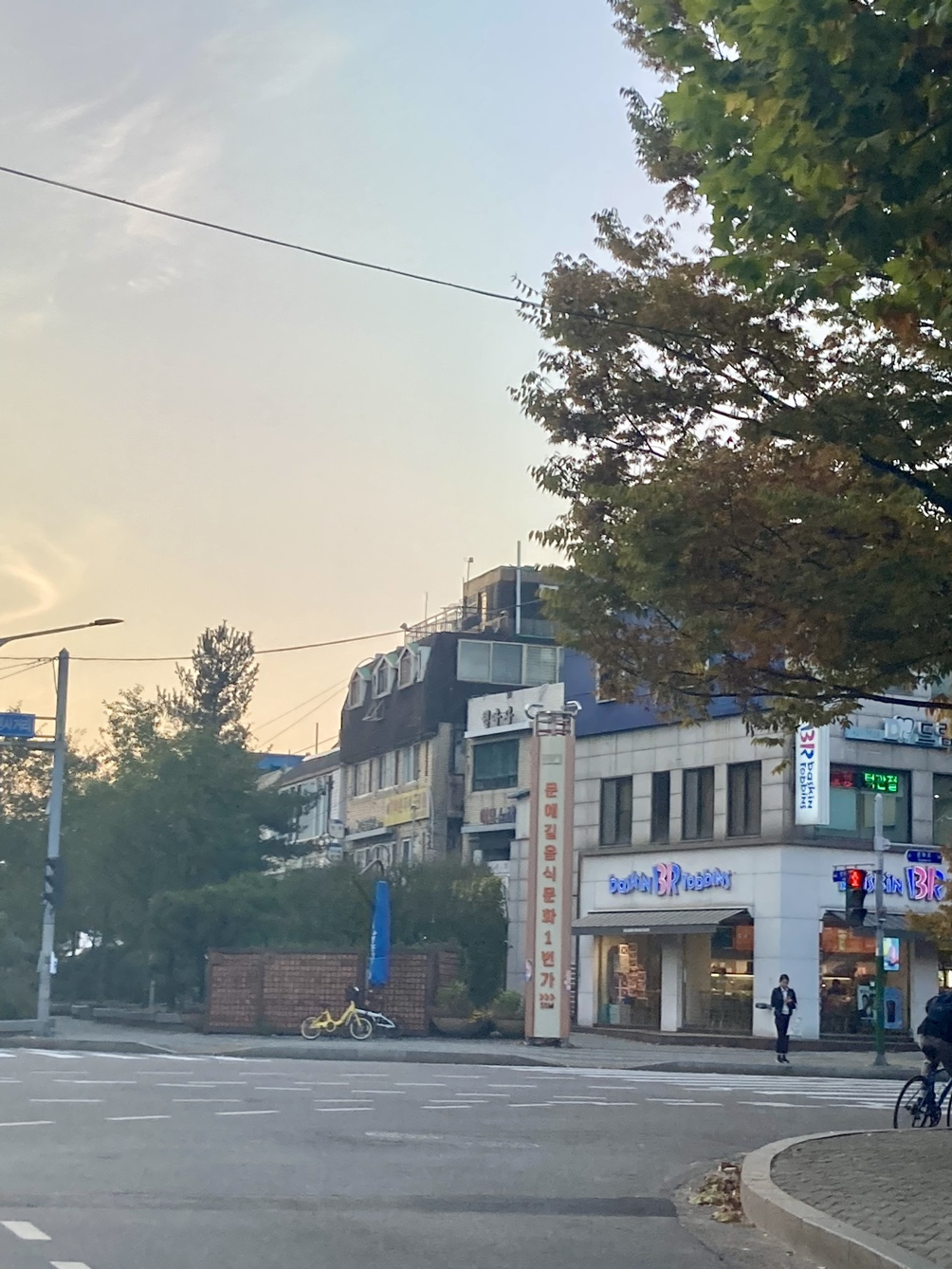
문예길음식문화1번가(문화로 방면)

## 같이 보기
- 궐리단길
- 구월동 로데오거리
- 모래내시장
- 연수동음식문화거리
- 롯데백화점 인천터미널